# Leonard Gibson
Leonard Claude Gibson Yelli (* 31. Juli 1881; † 9. September 1957) war ein chilenischer Fußballspieler. Der Torwart absolvierte drei Länderspiele für Chile. 

## Vereinskarriere
Auf Vereinsebene spielte Leonard Gibson 1910 bei Old Valparaíso aus der Hafenstadt Valparaíso. Mehr ist über die Vereinskarriere des Torwarts nicht bekannt.

## Nationalmannschaft
Leonard Gibson debütierte für Chile im ersten Länderspiel überhaupt des Landes. Im Freundschaftsspiel gegen Argentinien am 27. Mai 1910 verlor die La Roja mit 1:3. Danach absolvierte er bei der Copa Centenario Revolución de Mayo, einem Vorläufer der heutigen Copa América, beide Partien, die gegen Uruguay mit 0:3 und Argentinien mit 1:5 verloren gingen.